# Iathrippa hirsuta
Iathrippa hirsuta är en kräftdjursart som först beskrevs av Alberto Carvacho 1981.  Iathrippa hirsuta ingår i släktet Iathrippa och familjen Janiridae. Inga underarter finns listade i Catalogue of Life.